# Wykres (matematyka)
Wykres – sposób przedstawiania informacji, równań, formuł, relacji, funkcji i innych obiektów w matematyce i pokrewnych naukach jako podzbiorów pewnych iloczynów kartezjańskich.
Warto zauważyć, że z formalnego punktu widzenia wiele obiektów w matematyce jest identycznych (tożsamych) z ich wykresami (zob. izomorfizm). Często jednak obiekty te mają inne intuicyjne czy też historyczne definicje, wówczas rozważanie ich wykresów ma ważne znaczenie dydaktyczne (jest też krokiem wstępnym do formalizacji tychże pojęć). Sztandarowymi przykładami takich obiektów są wspomniane wcześniej relacje i funkcje.

## Wykres równania

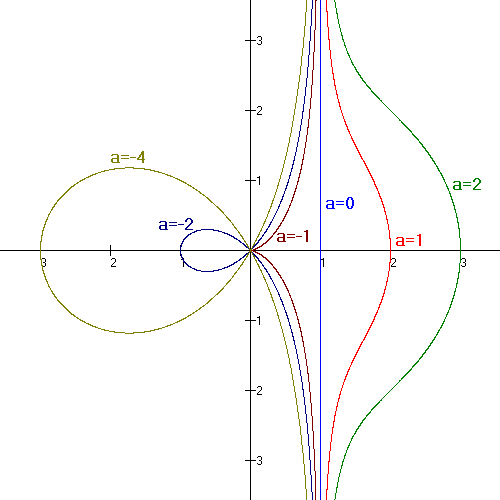
Konchoidy de Sluze dla różnych wartości parametru a

Przypuśćmy, że {\displaystyle R(x_{1},\dots ,x_{n})=0} jest równaniem w liczbach rzeczywistych, którego zmienne są zawarte wśród {\displaystyle x_{1},\dots ,x_{2}.} Zbiór rozwiązań tego równania, to zbiór wszystkich entek uporządkowanych liczb rzeczywistych {\displaystyle (a_{1},\dots ,a_{n})\in \mathbb {R} ^{n}} które spełniają to równanie (czyli takich, że {\displaystyle R(a_{1},\dots ,a_{n})=0}). Zbiór wszystkich rozwiązań równania {\displaystyle R(x_{1},\dots ,x_{n})=0} jest więc podzbiorem produktu kartezjańskiego {\displaystyle \mathbb {R} ^{n}.} Czasami zbiór ten jest nazywany wykresem równania.
Zatem wykresem równania {\displaystyle R(x_{1},\dots ,x_{n})=0} jest zbiór {\displaystyle \{(a_{1},\dots ,a_{n})\in \mathbb {R} ^{n}:R(a_{1},\dots ,a_{n})=0\}.} W przypadku gdy mamy do czynienia tylko z dwiema lub trzema zmiennymi, to wykresy równań mogą reprezentować znajome obiekty geometryczne:
- Wykresem równania {\displaystyle 6x+7y-13=0} (czyli zbiorem {\displaystyle \{(x,y)\in \mathbb {R} ^{2}:6x+7y-13=0\}}) jest prosta przechodząca m.in. przez punkty {\displaystyle (1,1)} i {\displaystyle (-6,7);}
- wykresem równania {\displaystyle (x-2)^{2}+(y-3)^{2}-16=0} (czyli zbiorem {\displaystyle \{(x,y)\in \mathbb {R} ^{2}:(x-2)^{2}+(y-3)^{2}-16=0\}}) jest okrąg o środku w punkcie {\displaystyle (2,3)} i promieniu 4;
- dla niezerowej liczby a, wykresem równania {\displaystyle (x-1)(x^{2}+y^{2})=ax^{2}} jest konchoida de Sluze.

## Wykres relacji
Przypuśćmy, że ρ jest relacją n-członową na zbiorze {\displaystyle X.} Wówczas wykresem relacji ρ nazywamy zbiór {\displaystyle \{(a_{1},\dots ,a_{n})\in X^{n}:a_{1},\dots ,a_{n}} są w relacji {\displaystyle \rho \}.}
Należy zauważyć, że formalna definicja relacji jest właśnie taka, że relacja i jej wykres są tym samym.
- Niech {\displaystyle \rho } będzie relacją dwuczłonową na zbiorze liczb rzeczywistych daną przez warunek: „x jest mniejsze lub równe y”, {\displaystyle x\,\rho \,y\iff x\leqslant y.} Wówczas wykresem relacji {\displaystyle \rho } jest zbiór {\displaystyle \{(x,y)\in \mathbb {R} ^{2}:x\leqslant y\},} czyli (w kartezjańskim układzie współrzędnych) domknięta półpłaszczyzna powyżej prostej {\displaystyle y=x};
- niech {\displaystyle \rho '} będzie relacją dwuczłonową na zbiorze liczb rzeczywistych daną przez warunek {\displaystyle (x-2)^{2}+(y-3)^{2}\leqslant 16.} Wówczas wykresem relacji {\displaystyle \rho '} w kartezjańskim układzie współrzędnych jest domknięte koło o środku w punkcie {\displaystyle (2,3)} i promieniu 4.

## Wykres formuły
Przedstawione powyżej przykłady wykresów mają wspólne uogólnienie w języku teorii modeli. Przypuśćmy, że τ jest alfabetem pewnego języka pierwszego rzędu {\displaystyle {\mathcal {L}}(\tau ).} Przypuśćmy też, że M jest modelem dla {\displaystyle {\mathcal {L}}(\tau )} oraz {\displaystyle \varphi (x_{1},\dots ,x_{n})} jest formułą w języku {\displaystyle {\mathcal {L}}(\tau )} której zmienne wolne są zawarte wśród {\displaystyle x_{1},\dots ,x_{n}.} Wykresem formuły {\displaystyle \varphi } w modelu M nazywamy zbiór
{\displaystyle \{(a_{1},\dots ,a_{n})\in M^{n}:\mathbf {M} \models \varphi [a_{1},\dots ,a_{n}]\},}
gdzie M jest oznacza uniwersum modelu M.
Oczywiście, powyższa procedura może być zastosowana do innych języków (niekoniecznie pierwszego rzędu).